# Witold Jarkowski
Witold Jarkowski, herbu Korczak (ur. 4 kwietnia 1875 w Smoleńsku – zm. 3 października 1918 w Petersburgu) – polski inżynier lotnictwa, prekursor  przemysłu lotniczego w Rosji i Polsce, wynalazca, działacz PPS.

## Życie
W 1892 ukończył 3. Moskiewski Korpus Kadetów a następnie Instytut Technologiczny w Petersburgu (1897), jako inż. technolog. W czasie studiów należał do polskiego kółka studenckiego. Początkowo pracował przy budowie cukrowni pod Warszawą (1897) a następnie jako asystent dyrektora w pierwszej środkowoeuropejskiej wytwórni cementu portlandzkiego uruchomionej w 1857 r. w Grodźcu koło Będzina przez rodzinę Ciechanowskich. Od 1903 prowadził w Warszawie własne przedsiębiorstwo, w którym budował m.in. piece opalane ekskrementami dostarczane do Charkowa i Taganrogu. W latach 1903–1905 współpracował także z Williamem H. Lindleyem.
Był sympatykiem a od 1905 członkiem Polskiej Partii Socjalistycznej. Jego mieszkanie służyło jako skład partyjnej bibuły i broni. Członek Warszawskiego Komitetu Robotniczego PPS. Był także autorem wielu pamfletów politycznych oraz patriotycznych utworów w jęz. polskim i rosyjskim. Aresztowany w październiku 1905 r. karę więzienia odbywał w X Pawilonie Cytadeli Warszawskiej. Dzięki staraniom rodziny i poręczeniu został wypuszczony z więzienia w 1908.
Opuścił wówczas Imperium Rosyjskie i zamieszkał w Niemczech we Frankfurcie nad Menem. Pracował wówczas jako inżynier w tamtejszym Biurze Technicznym Williama H. Lindleya. Od 1908 rozpoczął także samodzielne studia w zakresie teorii lotu (interesowała go zwłaszcza aerodynamika eksperymentalna oraz technologia materiałów lotniczych). Od jesieni 1909 związany był z powstałym wówczas przy warszawskim Stowarzyszeniu Techników „Kołem Awiatorów” i jego działaczami m.in. z Władysławem Umińskim i Czesławem Tańskim. Publikował także w „Gazecie Warszawskiej” i „Tygodniki Ilustrowanym”, a na łamach „Poradnika Językowego” jako pierwszy podjął próbę opracowania polskiego słownika podstawowych pojęć lotniczych. W końcu 1909 wygłosił w Petersburgu cykl odczytów związanych z lotnictwem i technologiami lotniczymi.
W latach 1910–1911 studiował i ukończył paryską Ecole Superieure Aeronautique et Construction Mecanique otrzymując inżyniera-mechanika aeronautyki, stając się tym samym pierwszym dyplomowanym inżynierem lotnictwa w Polsce i Rosji. W tym czasie kontynuował badania nad teorią wiropłata, polemizując skutecznie m.in. ze Stefanem Drzewieckim. Po studiach we Francji powrócił do Petersburga, gdzie rozpoczął intensywną działalność naukową w zakresie lotnictwa, czego efektem było ponad 20 publikacji. Opracował też wiele haseł do wydawanej wówczas w Petersburgu „Encyklopedii Technicznej”. Od września 1911 roku prowadził kurs lotnictwa, w Instytucie Technologicznym, a od 1913 wykłady w Oficerskiej Szkole Żeglugi Powietrznej. Podczas I wojny światowej prowadził wykłady z zakresu konstrukcji i projektowania samolotów na Wydziale Budowy Okrętów w Piotrogrodzkim Instytucie Politechnicznym. Od 1917 był członkiem  zespołu opracowującego strukturę organizacyjną i programy nauczania Wydziału Lotniczego i Laboratorium Aerodynamicznego w tej uczelni. Współuczestniczył także w tworzeniu programu kształcenia dla tworzonego Wydziału Żeglugi Powietrznej Mikołajewskiej Akademii Inżynieryjnej.
Uczestniczył również w tworzeniu przemysłu lotniczego w Rosji. Od 1912 pracował i był udziałowcem budującego płatowce Petersburskiego Towarzystwa Akcyjnego Władimira A. Liebiediewa początkowo jako kierownik najlepszego w kraju biura konstrukcyjnego, a od wiosny 1914 jako dyrektor pierwszych w Rosji zakładów produkcji wielkoseryjnej samolotów mieszczących się na Wyspie Wasiljewskiej. Zaprojektował też nowe zakłady lotnicze w Taganrogu i Jarosławlu nad Wołgą. W latach 1914–1915 odegrał dużą rolę w uruchomieniu produkcji licencyjnej samolotów Deperdussin typ TT, Voisin III (LA), Morane-Saulnier L oraz łodzi latających FBA B (FBA C). W 1914 r. opracował samolot Lebied L-8, który był kopią niemieckiego samolotu LVG B-I. W 1915 r. rozpoczął pracę nad budową samolotu "Rosyjski Albatros", czyli rosyjskiej kopii niemieckich samolotów firmy Albatros Flugzeug-Werke G.m.b.H. Rosyjska kopia stanowiła swoistą fuzję elementów konstrukcyjnych właściwych dla samolotów LVG B-I, Albatros B-I i  Albatros B-II. Trzy pierwsze "Rosyjskie Albatrosy" zmontowano w kwietniu 1915 r. Dalszym rozwojem konstrukcji "Rosyjskich Albatrosów"  były wodnosamoloty Lebied LM-1 i Lebied LM-2 oraz samoloty Lebied L-11 i Lebied L-12. W 1914 r. opracował samolot Lebied L-9, który był kopią niemieckiego samolotu Aviatik B-I. Jego budowa nie została ukończona. W tym samym roku. prowadził prace nad jednomiejscowym samolotem rozpoznawczym Lebied L-7, który był kopią bardzo udanego samolotu brytyjskiego Sopwith "Tabloid". W 1915 r. powstała jego wersja dwumiejscowa Lebied L-7bis. Podjął również wysiłki w kierunku wdrożenia do produkcji innego samolotu angielskiego- Avro 504. Jednak zbudowany wiosną 1915 r. "Rosyjski Avro" nigdy nie doczekał się prób w locie.
Po odejściu w 1916 z firmy Lebiediewa był dyrektorem specjalizujących się w produkcji „latających łodzi” zakładów Pierwszego Rosyjskiego Towarzystwa Lotniczego (1915-1916) a potem znacznie większych piotrogrodzkich zakładów firmy „Awiabałt” (1916-1918) Czerpiąc z doświadczeń anglosaskich, wdrażał wreszcie nowoczesne metody organizacji produkcji. W sumie od 1916 kierował produkcją ciężkich samolotów RBWZ "Ilja Muromiec", lekkich samolotów myśliwskich: jednopłatowych Sikorski S-12 i dwupłatowych RBWZ S-16. W tym okresie zakłady podjęły także budowę nowych typów samolotów: "Ilja Muromiec" (serii IM-G-2, IM-G-3, IM-D-1, IM-D-2, IM-E) oraz samolotów rozpoznawczych RBWZ S-17, myśliwskich i bombowych RBWZ S-18, a także pierwszego w Rosji i jednego z pierwszych na świecie samolotu szturmowego RBWZ S-19. Podjęto również budowę jednomiejscowego dwupłata myśliwskiego RBWZ S-20. Od stycznia 1917 zmagał się ze strajkami, czym naraził się Komitetowi Zakładowemu. Do rewolucji październikowej 1917 odniósł się przychylnie. W lutym 1918 r. został członkiem Komitetu Technicznego Dowództwa Wojenno-Powietrznej Floty Armii Czerwonej. Sprzeciwiał się likwidacji przemysłu lotniczego oraz „Awiabałtu”. Podczas czerwonego terroru, mimo sprzeciwu części petersburskich działaczy został aresztowany za sabotaż i rozstrzelany przez bolszewików w 1918. Miejsce jego pochówku nie jest znane. O jego śmierci pisał w Przedwiośniu, Stefan Żeromski, wkładając w usta Szymona Gajowca, mówiącego do Cezarego Baryki te oto słowa: "Ty przecie znasz Moskwę /.../. Jeden ci tak! wymienię; wzięty na zakładnika - dobre prawo! Witold Jarkowski, genialny wynalazca, świetny teoretyk awiatyki, profesor, najcudniejsza dusza człowiecza, ozdoba rodu ludzkiego, jako dziesiąty w szeregu, stawiony pod ścianą bez żadnej winy, podle kulami zabity". Przez wiele lat komunistyczna cenzura uniemożliwiała podkreślanie jego wkładu w historię lotnictwa Polski i Rosji, obecnie zrehabilitowany jako pionier lotnictwa.

### Prace Witolda Jareckiego
- Les lois de la résistance des matériaux comme base pour le choix des éléments de l’ hélice sustentatrice „Téchnique Aéronautigue” (1910–1911)
- Zarys budowy sterowców  „Przegląd Techniczny” nr 49–52 z 1911.
- Планеры Санкт-Петербург 1912
- Воздухоплавание. Ч.1.Теория и техника.  Основные положения, Санкт-Петербург 1912
- Воздухоплавание.  Ч. 2. Аэростаты, Санкт-Петербург 1913

### Odznaczony
Krzyż Niepodległości (1931)

## Życie prywatne
Pochodził z rodziny o tradycjach patriotycznych, jego dziad Józef był powstańcem listopadowym. Był synem absolwenta IT oraz znanego inżyniera kolejowego Jana (1844–1902) i Heleny z Szendzikowskich (zm. 1919). Miał dwie siostry - Kazimierę (1878- 1906), żonę inż. technologa Aleksandra Jaronia, i Helenę (1882-1920), która po śmierci siostry wyszła za szwagra i zamieszkała z nim w Tallinie oraz trzech braci: absolwenta Instytutu Technologicznego a potem księdza - Aleksandra (1874-1918),  chemika, absolwenta i wykładowcę IT Władysława (zm. 1920 w Warszawie) i wybitnego neurochirurga, mieszkającego we Francji Jana (1880–1929).